# Pečenjevce
Pečenjevce (em cirílico: Печењевце) é uma vila da Sérvia localizada no município de Leskovac, pertencente ao distrito de Jablanica, na região de Jablanica. A sua população era de 1522 habitantes segundo o censo de 2002.

## Demografia
| 1948  | 1953  | 1961  | 1971  | 1981  | 1991  | 2002  | 2011  |
| ----- | ----- | ----- | ----- | ----- | ----- | ----- | ----- |
| 1 846 | 1 981 | 2 136 | 2 088 | 2 078 | 1 930 | 1 776 | 1 522 |